# العلاقات البنينية الليختنشتانية
العلاقات البنينية الليختنشتانية هي العلاقات الثنائية التي تجمع بين بنين وليختنشتاين.

## مقارنة بين البلدين
هذه مقارنة عامة ومرجعية للدولتين:
| وجه المقارنة                                              | بنين            | ليختنشتاين                                 |
| --------------------------------------------------------- | --------------- | ------------------------------------------ |
| المساحة (كم2)                                             | 114.76 ألف      | 16                                         |
| عدد السكان (نسمة)                                         | 11.18 مليون     | 37.47 ألف                                  |
| الكثافة السكانية (ن./كم²)                                 | 97.42           | 234.19 ألف                                 |
| العاصمة                                                   | بورتو نوفو      | فادوتس                                     |
| اللغة الرسمية                                             | لغة فرنسية      | اللغة الألمانية                            |
| العملة                                                    | فرنك غرب أفريقي | فرنك سويسري                                |
| الناتج المحلي الإجمالي (بليون دولار)                      | 9.27 مليار      | 6.29 مليار                                 |
| الناتج المحلي الإجمالي (تعادل القوة الشرائية) بليون دولار | 22.38 مليار     |                                            |
| الناتج المحلي الإجمالي الاسمي للفرد دولار أمريكي          | 762             |                                            |
| الناتج المحلي الإجمالي للفرد دولار أمريكي                 | 2.03 ألف        |                                            |
| مؤشر التنمية البشرية                                      | 0.480           | 0.908                                      |
| رمز المكالمات الدولي                                      | +229            | +423                                       |
| رمز الإنترنت                                              | .bj             | .li                                        |
| المنطقة الزمنية                                           | ت ع م+01:00     | توقيت وسط أوروبا، ت ع م+01:00، ت ع م+02:00 |

## منظمات دولية مشتركة
يشترك البلدان في عضوية مجموعة من المنظمات الدولية، منها:
| علم المنظمة | اسم المنظمة                   | تاريخ انضمام بنين | تاريخ انضمام ليختنشتاين |
| ----------- | ----------------------------- | ----------------- | ----------------------- |
|             | الاتحاد البريدي العالمي       | ?                 | ?                       |
|             | الاتحاد الدولي للاتصالات      | 1961              | 25 يوليو 1963           |
|             | منظمة حظر الأسلحة الكيميائية  | ?                 | ?                       |
|             | منظمة التجارة العالمية        | ?                 | ?                       |
|             | منظمة الشرطة الجنائية الدولية | ?                 | ?                       |
|             | الأمم المتحدة                 | 20 سبتمبر 1960    | 18 سبتمبر 1990          |